# Theo Albrecht

Logotyp Aldi Nord firmy kierowanej przez Theo Albrechta

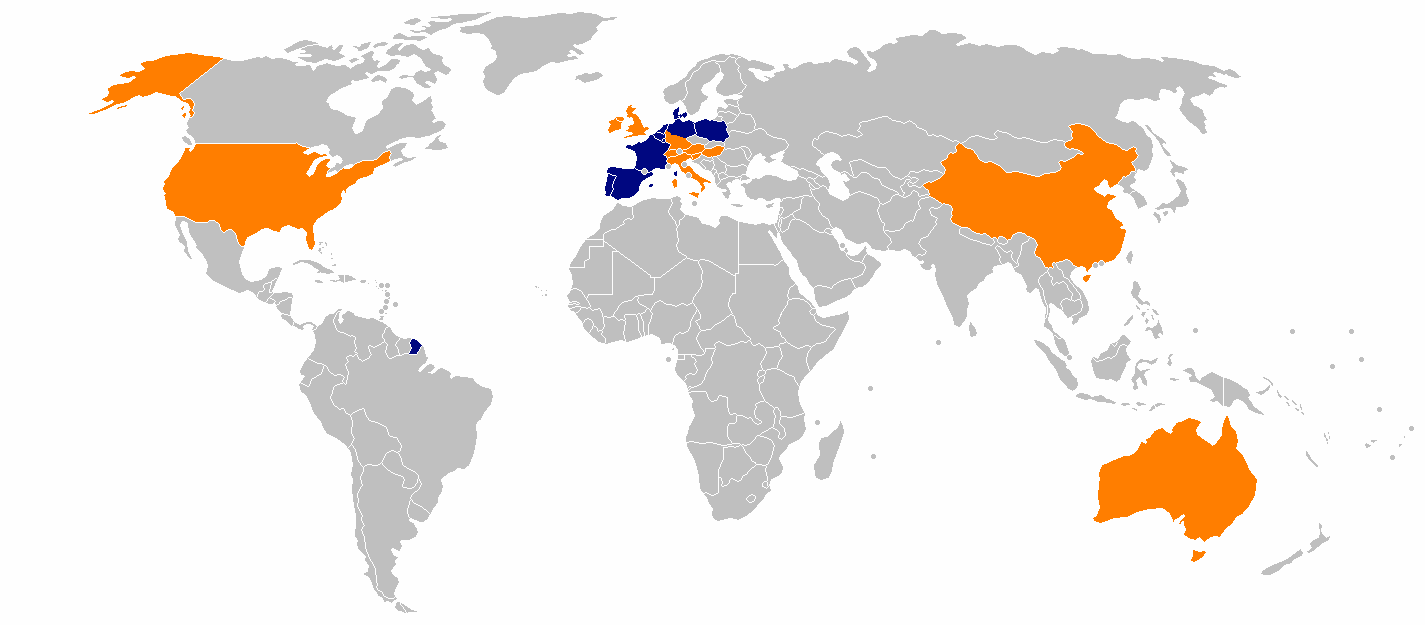
Podział inwestycji Aldi na świecie. Na żółto zaznaczono kraje, gdzie obecne są dyskonty Aldi Sud, na niebiesko Aldi Nord

Theo Albrecht, właśc. Theodor Paul Albrecht (ur. 28 marca 1922 w Essen, zm. 24 lipca 2010 tamże) – niemiecki przedsiębiorca, wraz ze starszym bratem – Karlem, twórca koncernu handlowego ALDI. W latach 20. XXI wieku zaliczany przez Forbes do najzamożniejszych Niemców.

## Kariera w handlu
Był synem górnika Karla i sklepikarki Anny. Ojciec zmarł w latach dwudziestych XX wieku na przewlekłą obturacyjną chorobę płuc, przez co rodzina znalazła się w ciężkiej sytuacji ekonomicznej. Początkowo jako dzieci wraz z bratem rozwozili na drewnianym wózku bułki po okolicznych ulicach w dzielnicy Schonnebeck w Essen. W 1913 roku matka – Anna Albrecht otworzyła mały sklep spożywczy. Bracia przejęli go w 1946. Po rozdzieleniu działalności firmy w 1961 roku kierował Aldi Nord, inwestując głównie w Europie. Według rankingu Forbes zajmował 31. miejsce na liście najbogatszych ludzi na świecie. Jego majątek był szacowany na 16,7 miliarda dolarów. Oprócz tego wraz ze swoim bratem Karlem był współwłaścicielem amerykańskiej sieci sklepów Trader Joe’s.

## Życie prywatne
Był żonaty miał dwóch synów – Theodora jr. i Bertholda. Berthold zmarł dwa lata po odejściu ojca, w 2012 roku. Wdowa po nim – Babette Albrecht, a za nią wiele mediów poinformowała, że przyczyną śmierci był alkoholizm.

### Porwanie
W 1971 roku Theo został porwany i przetrzymywany przez 17 dni. Został wypuszczony po zapłaceniu okupu w wysokości 3 milionów dolarów.
Podobnie jak w przypadku jego brata Karla, niewiele wiadomo o życiu prywatnym Theo Albrechta. Ostatnia fotografia Theo została opublikowana w 1971 roku, dzień po jego porwaniu. W 1987 roku niemiecki dziennikarz Franz Ruch dokonał wspólnej fotografii braci Albrecht.